# Новый (Сокольский район)
Новый — посёлок в Сокольском районе Вологодской области.
Входит в состав Двиницкого сельского поселения, с точки зрения административно-территориального деления — в Двиницкий сельсовет.
Расстояние по автодороге до районного центра Сокола — 40,5 км, до центра муниципального образования Чекшина — 2,5 км. Ближайшие населённые пункты — Шадрино, Окуловское, Берьково, Горка, Карповское, Мишуткино.
По переписи 2002 года население — 60 человек (30 мужчин, 30 женщин). Преобладающая национальность — русские (98 %).